# História da aspirina
A história da aspirina (nome IUPAC: ácido acetilsalicílico) começou com sua síntese e produção em 1899. Antes disto o ácido salicílico foi usado medicinalmente desde a antiguidade. Medicamentos feitos a partir de salgueiro e outras plantas ricas em salicilato apareceram em tabletes de argila da antiga Suméria, bem como no Papiro Ebers do Antigo Egito.:8–13 Hipócrates referiu-se ao uso de chá salicílico para reduzir febres por volta de 400 a.C., e faziam parte da farmacopeia da medicina ocidental na Antiguidade Clássica e na Idade Média. O extrato da casca de salgueiro tornou-se reconhecido por seus efeitos específicos na febre, dor e inflamação em meados do século XVIII. No século XIX os farmacêuticos estavam experimentando e prescrevendo uma variedade de produtos químicos relacionados à salicilina, o componente ativo do extrato de salgueiro.:46–55
Em 1853 o químico Charles Frédéric Gerhardt tratou cloreto de acetila com salicilato de sódio para produzir ácido acetilsalicílico pela primeira vez; :46–48 na segunda metade do século XIX outros químicos acadêmicos estabeleceram a estrutura química do composto e criaram métodos mais eficientes de síntese. Em 1897 os cientistas da empresa de medicamentos e corantes Bayer começaram a investigar o ácido acetilsalicílico como um substituto menos irritante para os medicamentos comuns de salicilato e identificaram uma nova maneira de sintetizá-lo. :69–75 Em 1899 a Bayer apelidou esse medicamento de aspirina e o estava vendendo em todo o mundo.:27 A palavra aspirina foi o nome da marca Bayer, e não o nome genérico da droga; no entanto, os direitos da Bayer à marca foram perdidos ou vendidos em muitos países. A popularidade da aspirina cresceu durante a primeira metade do século XX, levando a uma concorrência acirrada com a proliferação de marcas e produtos de aspirina.
A popularidade da aspirina diminuiu após o desenvolvimento do acetaminofeno/paracetamol em 1956 e ibuprofeno em 1962. Nas décadas de 1960 e 1970 John Vane e outros descobriram o mecanismo básico dos efeitos da aspirina, :226–231 enquanto ensaios clínicos e outros estudos das décadas de 1960 a 1980 estabeleceram a eficácia da aspirina como um agente anticoagulante que reduz o risco de doenças da coagulação. :247–257 As vendas de aspirina reviveram consideravelmente nas últimas décadas do século XX e permanecem fortes no século XXI, com amplo uso como tratamento preventivo para ataques cardíacos e derrames. :267–269

## História inicial dos salicilatos
Medicamentos derivados de salgueiros e outras plantas ricas em salicilato fazem parte das farmacopeias pelo menos desde a antiga Suméria. O Papiro Ebers, um texto médico egípcio de ca. 1543 a.C., menciona o uso de salgueiro e murta (outra planta rica em salicilato) para tratar febre e dor.
As preparações de casca de salgueiro tornaram-se parte padrão da materia medica da medicina ocidental, começando pelo menos com o médico grego Hipócrates no século V a.C.; ele recomendou mastigar a casca do salgueiro para aliviar a dor ou a febre, e beber chá feito dela para aliviar a dor durante o parto. O enciclopedista romano Aulo Cornélio Celso, em seu De Medicina de ca. 30 d.C., sugeriu extrato de folha de salgueiro para tratar os quatro sinais de inflamação: vermelhidão, calor, inchaço e dor. Os tratamentos com salgueiro também apareceram em De Materia Medica de Dioscórides e na Naturalis Historia de Plínio, o Velho. Na época de Cláudio Galeno, a casca de salgueiro era comumente usada nos mundos romano e árabe, como uma pequena parte de uma grande e crescente farmacopeia botânica.

## Séculos XVIII e XIX

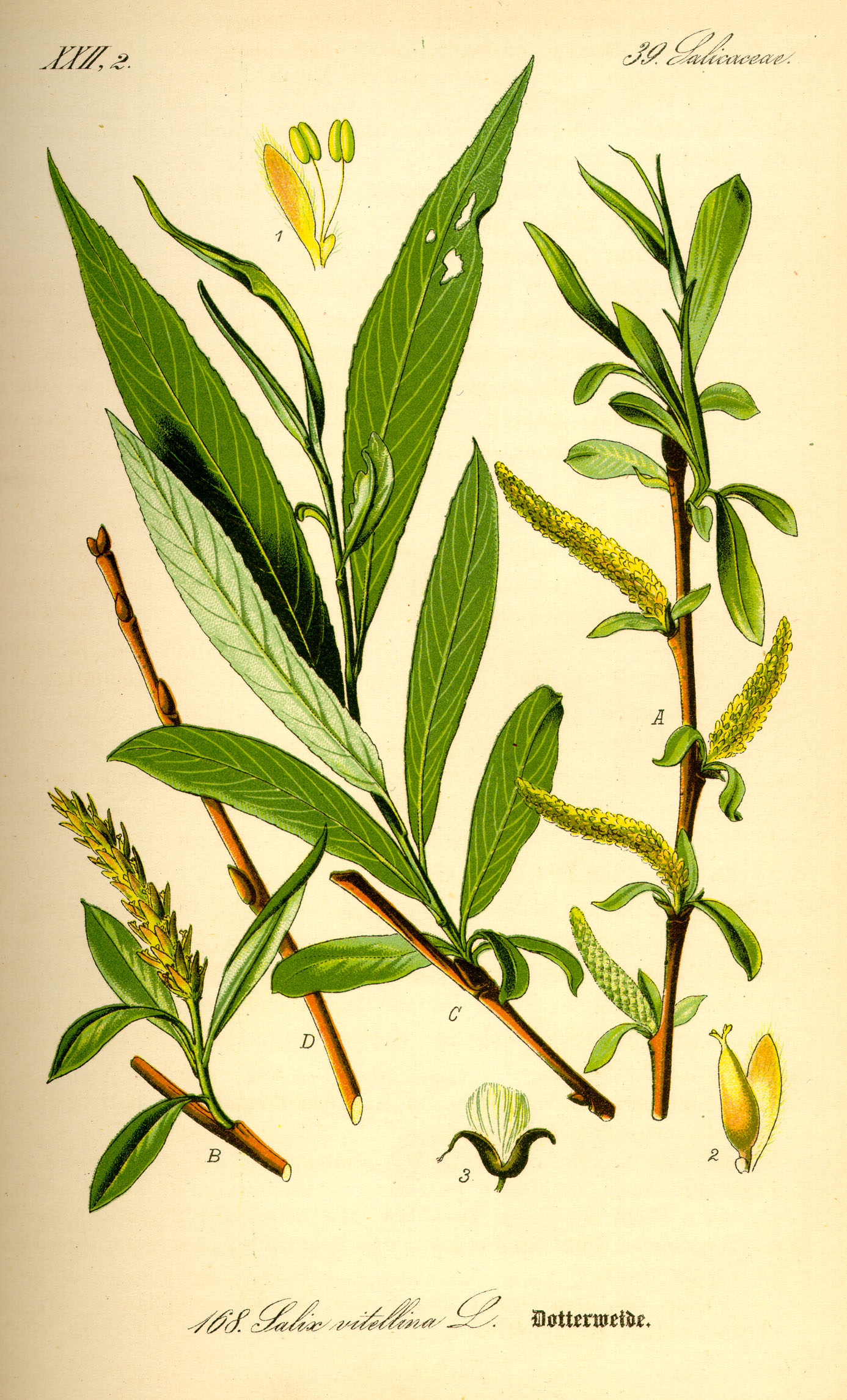
Edward Stone descobriu que a casca do salgueiro-branco (Salix alba) poderia substituir a casca peruana (súber) no tratamento da febre.

O principal ponto de virada para medicamentos com salicilato ocorreu em 1763, quando uma carta do capelão inglês Edmund Stone foi lida em uma reunião da Royal Society, descrevendo o poder dramático do extrato da casca de salgueiro para curar a febre - uma constelação mal definida de sintomas, incluindo febre intermitente, dor e fadiga, que se referiam principalmente à malária. Inspirado pela doutrina das assinaturas para procurar um tratamento para as pessoas próximas às águas salobras que eram conhecidas por causá-la, Stone havia provado a casca de um salgueiro em 1758 e notou uma adstringência que lembrava a cura padrão - e cara - da febre da casca peruana (súber). Ele coletou, secou e pulverizou uma quantidade substancial de casca de salgueiro e, nos cinco anos seguintes, testou-a em várias pessoas doentes com febre. Em seu registro Stone relatou sucesso consistente, descrevendo os efeitos do extrato de salgueiro como idênticos aos da casca peruana, embora um pouco menos potente (De fato, o princípio ativo da casca peruana era a quinina, que atacava a causa infecciosa da malária, enquanto o ingrediente ativo do extrato de salgueiro, a salicina, aliviou os sintomas da malária mas não conseguiu curá-la.) O relatório de Stone foi publicado no Philosophical Transactions of the Royal Society e, no final do século XVIII o salgueiro estava ganhando popularidade como substituto barato da casca peruana. :17–34
No século XIX, quando a jovem disciplina da química orgânica começou a crescer na Europa, os cientistas tentaram isolar e purificar os componentes ativos de muitos medicamentos, incluindo a casca de salgueiro. Após tentativas mal sucedidas dos químicos italianos Brugnatelli e Fontana em 1826, Joseph Buchner obteve cristais de salicina relativamente puros em 1828; no ano seguinte Henri Leroux desenvolveu outro procedimento para extrair rendimentos modestos de salicina. Em 1834 o farmacêutico suíço Johann Samuel Friedrich Pagenstecher descobriu o que ele pensava ser uma nova substância redutora de dor, isolada do remédio comum da Filipendula ulmaria. Em 1838 o químico italiano Raffaele Piria descobriu um método para obter uma forma de ácido mais potente do extrato de salgueiro, que ele chamou de ácido salicílico. O químico alemão que estava trabalhando para identificar o extrato de Spiraea, Carl Jacob Löwig, logo percebeu que era de fato o mesmo ácido salicílico que Piria havia encontrado. :38–40

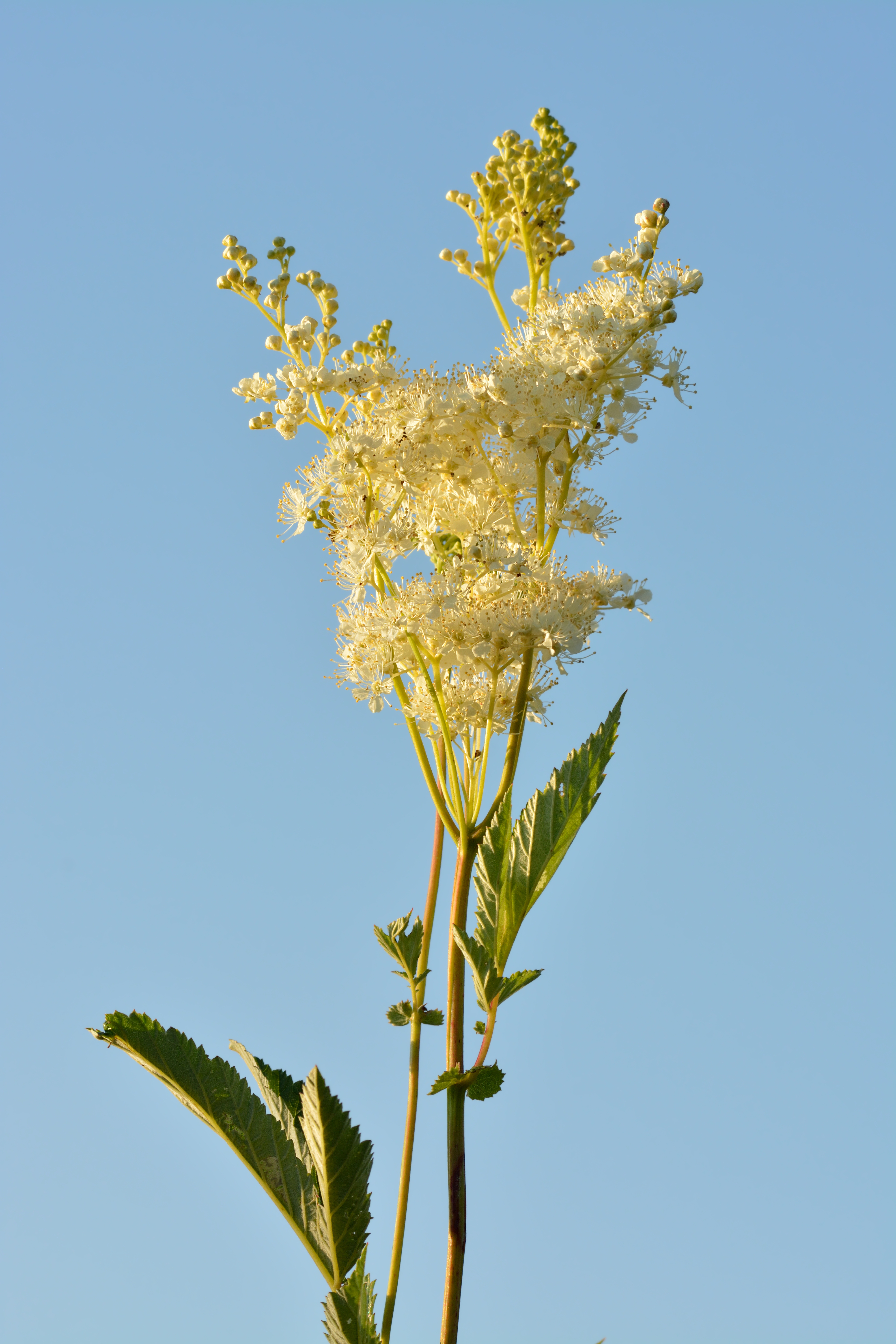
Filipendula ulmaria. Chá feito de suas flores é um antigo remédio popular contra febre e dor.

Medicamentos com salicilato - incluindo salicina, ácido salicílico e salicilato de sódio - eram difíceis de extrair das plantas. Em 1860 Hermann Kolbe desenvolveu uma maneira de sintetizar o ácido salicílico. :48 Durante o final dos anos 1800 o uso de salicilatos cresceu consideravelmente, e os médicos cada vez mais sabiam o que esperar desses medicamentos: redução da dor, febre e inflamação. No entanto, os efeitos colaterais desagradáveis, particularmente a irritação gástrica, limitaram sua utilidade, :46–55 assim como o intensa amargor. Na década de 1880 a indústria química alemã, iniciada pelo lucrativo desenvolvimento de corantes de alcatrão de carvão, começou a investigar o potencial de novos medicamentos derivados de alcatrão. :40–46 O ponto de virada foi o advento da antifebrina da Kalle & Company, a versão com marca do bem conhecido derivado de corante acetanilida - cujas propriedades redutoras de febre foram descobertas acidentalmente em 1886. O sucesso da antifebrina inspirou Carl Duisberg, chefe de pesquisa da pequena empresa de corantes Friedrich Bayer & Company, para iniciar uma busca sistemática por outros redutores químicos de febre. Os químicos da Bayer logo desenvolveram a fenacetina, seguida pelos sedativos sulfonal e trional. :62–65

### Síntese do ácido acetilsalicílico
Ao assumir o controle da administração geral da Bayer em 1890, Duisberg começou a expandir o programa de pesquisa de medicamentos da empresa. Ele organizou um grupo farmacêutico para a criação de novos medicamentos, liderado pelo ex-químico universitário Arthur Eichengrün, e um grupo de farmacologia para testar os medicamentos, liderado por Heinrich Dreser (a partir de 1897, após períodos sob Wilhelm Siebel e Hermann Hildebrandt). Em 1894 o jovem químico Felix Hoffmann se juntou ao grupo farmacêutico. Dreser, Eichengrün e Hoffmann seriam as figuras-chave no desenvolvimento do ácido acetilsalicílico como a droga aspirina (embora seus respectivos papéis tenham sido objeto de alguma disputa). :65–68
Em 1897 Hoffmann começou a trabalhar para encontrar um substituto menos irritante para o ácido salicílico. É geralmente aceito que ele se voltou para essa ideia porque seu pai estava sofrendo os efeitos colaterais de tomar salicilato de sódio para reumatismo. :68
Em 1853 Charles Frédéric Gerhardt publicou os primeiros métodos para preparar o ácido acetilsalicílico. :46–48 Durante seu trabalho sobre a síntese e propriedades de vários ácidos anidridos ele misturou cloreto de acetila com um sal de sódio de ácido salicílico. Seguiu-se uma reação vigorosa, e o derretimento resultante solidificou rapidamente. Como não existia nenhuma teoria estrutural na época, Gerhardt denominou o composto "salicylic-acetic anhydride". Quando Gerhardt tentou dissolver o sólido em uma solução diluída de carbonato de sódio ela imediatamente decompôs-se em sais de sódio de ácidos salicílico a ascético. Em 1859 o químico austríaco Hugo von Gilm obteve analiticamente ácido acetilsalicílico puro (que ele chamou acetylierte Salicylsäure, ácido salicílico acetilado) por uma reação de ácido salicílico e cloreto de acetila. Em 1869 Schröder, Prinzhorn e Kraut repetiram as sínteses de Gerhardt (de salicilato de sódio) e de Gilm (de ácido salicílico) e concluíram que ambas as reações resultavam no mesmo composto de ácido acetilsalicílico. (Prinzhorn é creditado nos artigos por conduzir os experimentos.) Eles foram os primeiros a atribuir a estrutura correta com o grupo acetílico conectado ao oxigênio fenólico.
É provável que Hoffmann tenha feito o que a maioria dos químicos sempre fez, começando estudando a literatura e recriando os métodos publicados. :70 Em 10 de agosto de 1897 (de acordo com seus cadernos de laboratório), Hoffmann encontrou um método melhor para produzir ácido acetilsalicílico (Acetylspirsäure - ASA, na sigla em alemão), a partir do ácido salicílico em refluxo com anidrido acético. :69–71 :25
Arthur Eichengrün enviou ASA ao grupo de farmacologia de Heinrich Dreser para testes, e os resultados iniciais foram muito positivos. O próximo passo normalmente seriam ensaios clínicos, mas Dreser se opôs a uma investigação mais aprofundada do ASA por causa da reputação do ácido salicílico enfraquecer o coração - possivelmente um efeito colateral das altas doses frequentemente usadas para tratar o reumatismo. O grupo de Dreser logo estava ocupado testando o próximo sucesso químico de Felix Hoffmann: diacetilmorfina (que a equipe da Bayer logo chamou de heroína por causa do sentimento heroico que isso lhes dava). Eichengrün, frustrado com a rejeição do ASA por Dreser, foi diretamente ao representante de Bayer em Berlim, Felix Goldmann, para organizar experimentos com médicos. Embora os resultados desses experimentos também tenham sido positivos, sem relatos das complicações típicas do ácido salicílico, Dreser ainda se opôs. No entanto, Carl Duisberg interveio e agendou testes completos. Em seguida Dreser admitiu o potencial do ASA e a Bayer decidiu prosseguir com a produção. Dreser escreveu um relatório das descobertas para divulgar o novo medicamento; nele, ele omitiu qualquer menção a Hoffmann ou Eichengrün. :71–74 :25–26 Ele também foi o único dos três a receber royalties pela droga (por testá-la), uma vez que não era elegível para nenhuma patente que os químicos pudessem ter. Por muitos anos, no entanto, ele atribuiu a descoberta da aspirina apenas a Hoffmann. :71–74 :22–26
A controvérsia sobre quem foi o principal responsável pelo desenvolvimento da aspirina se dispersa por grande parte do século XX e até o século XXI. Embora a origem da aspirina tenha sido na pesquisa acadêmica e a Bayer não tenha sido a primeira a sintetizá-la, ainda em 2016 a Bayer descreveu Hoffman como tendo "descoberto uma substância anti-inflamatória para aliviar a dor e diminuir a febre". Historiadores e outros também contestaram os primeiros relatos da Bayer sobre a síntese, nos quais Hoffmann foi o principal responsável pelo avanço. Em 1949, pouco antes de sua morte, Eichengrün escreveu um artigo, "Fifty Years of Asprin", alegando que ele não havia dito a Hoffmann o objetivo de sua pesquisa, o que significa que Hoffmann apenas executou o plano de pesquisa de Eichengrün e que a droga nunca teria chegado ao mercado sem sua direção. Esta afirmação foi posteriormente apoiada por pesquisa conduzida pelo historiador Walter Sneader. Axel Helmstaedter, Secretário Geral da Sociedade Internacional para a História da Farmácia, questionou subsequentemente a novidade da pesquisa de Sneader, observando que vários artigos anteriores discutiam a controvérsia Hoffmann–Eichengrün em detalhes. A Bayer rebateu Sneader em um comunicado à imprensa, afirmando que, segundo os registros, Hoffmann e Eichengrün mantinham posições iguais, e Eichengrün não era o supervisor de Hoffmann. Hoffmann foi nomeado na patente dos Estados Unidos como o inventor, que Sneader não mencionou. Eichengrün, que deixou a Bayer em 1908, teve várias oportunidades de reivindicar a prioridade e nunca a fez antes de 1949; ele não reivindicou nem recebeu nenhuma porcentagem do lucro das vendas de aspirina.

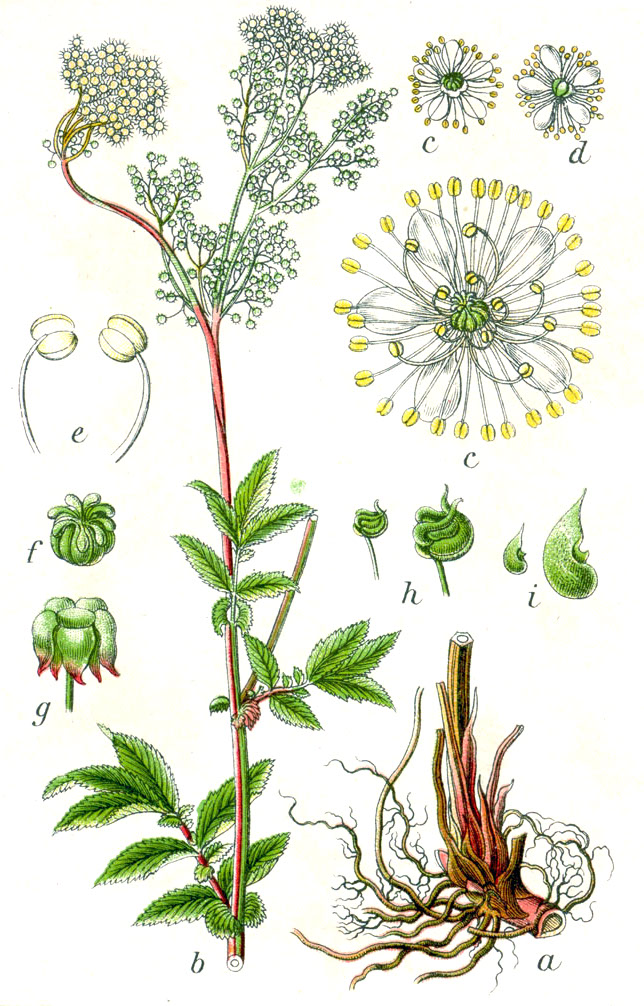
Spirea, filipendula ulmaria, é o homônimo alemão de "Spirsäure" (ácido salicílico) e, finalmente, aspirina.

### Nomeando a droga
O nome Aspirina foi derivado do nome do produto químico ASA - Acetilspirsäure em alemão. Spirsäure (ácido salicílico) foi nomeado para a planta filipendula ulmaria, Spirea ulmaria, da qual poderia ser derivada. :40 Aspirina tomou a - para a acetilação, - spir - de Spirsäure -, e acrescentou in como um nome típico de medicamento que termina para facilitar a expressão. Na rodada final de propostas de nomenclatura que circulavam pela Bayer, ela se resumia a aspirina e euspirina; eles temiam que a aspirina pudesse lembrar os clientes da aspiração, mas Arthur Eichengrün argumentou que Eu - (que significa "bom") era inapropriado porque geralmente indicava uma melhoria em relação a uma versão anterior de um medicamento similar. Como a substância em si já era conhecida, a Bayer pretendia usar o novo nome para estabelecer sua droga como algo novo; em janeiro de 1899 eles se decidiram por aspirina. :73 :27

### Direitos e venda
Sob a liderança de Carl Duisberg, a Bayer estava firmemente comprometida com os padrões de medicamentos éticos, em oposição aos medicamentos patenteados. Medicamentos éticos eram medicamentos que só podiam ser obtidos através de um farmacêutico, geralmente com receita médica. A publicidade de medicamentos diretamente aos consumidores era considerada antiética e fortemente contestada por muitas organizações médicas; esse era o domínio dos medicamentos patenteados. Portanto, a Bayer se limitou a comercializar aspirina diretamente com os médicos. :80–83
Quando a produção da aspirina iniciou em 1899, a Bayer enviou pequenos pacotes com a droga a médicos, farmacêuticos e hospitais, informando-os sobre os usos da aspirina e encorajando-os a publicarem sobre os efeitos da droga e sua efetividade. Quando resultados positivos começaram a aparecer e o entusiasmo cresceu, a Bayer procurou garantir a patente e a marca registrada quando possível. A aspirina não era elegível para patente na Alemanha (apesar de ter sido aceita brevemente antes da decisão ser revogada), mas foi patenteada na Grã-Bretanha (em 22 de dezembro de 1898) e nos Estados Unidos (Patente US 644.077, emitida em 27 de fevereiro de 1900). A patente britânica foi revogada em 1905, e a patente dos Estados Unidos também foi questionada, mas acabou sendo mantida. :77–80
Diante da crescente concorrência legal e ilegal pela ASA comercializada globalmente, a Bayer trabalhou para consolidar a conexão entre Bayer e Aspirina. Uma estratégia desenvolvida foi mudar da distribuição em pó de aspirina para os farmacêuticos para a forma de pílula compactada para a distribuição de comprimidos padronizados - completos com o logotipo distintivo da Bayer. Em 1903 a empresa estabeleceu uma subsidiária nos Estados Unidos, com uma fábrica convertida em Rensselaer (Nova Iorque), para produzir aspirina para o mercado estadunidense sem pagar impostos de importação. A Bayer também processou os mais flagrantes violadores de patentes e contrabandistas. As tentativas da empresa de manter suas vendas de aspirina incitaram críticas de jornalistas que difamaram a Associação Médica Americana, especialmente após a Lei de Pureza de Alimentos e Medicamentos, de 1906 , que impedia a inclusão de medicamentos de marca registrada na United States Pharmacopeia; a Bayer listou o ASA com um nome genérico intencionalmente complicado (éster de ácido monoacético do ácido salicílico) para desencorajar os médicos a se referirem a qualquer coisa além de aspirina. :88–96 :28–31

## Primeira Guerra Mundial e Bayer
No início da Primeira Guerra Mundial, em 1914, a Bayer estava enfrentando concorrência em todos os seus principais mercados, de produtores locais da ASA e de outras empresas farmacêuticas alemãs (particularmente Heyden e Hoechst). O mercado britânico foi imediatamente fechado para as empresas alemãs, mas a manufatura britânica não conseguiu atender à demanda, especialmente com suprimentos de fenol, necessários para a síntese da ASA, sendo amplamente utilizados na fabricação de explosivos. Em 5 de fevereiro de 1915 as marcas comerciais da Bayer no Reino Unido foram anuladas, para que qualquer empresa pudesse usar o termo aspirina. O mercado australiano foi conquistado pela Aspro, depois que os fabricantes da Nicholas-Aspirin perderam lá um direito exclusivo de curta duração para uso do nome aspirina. Nos Estados Unidos a Bayer ainda estava sob controle alemão - embora a guerra interrompesse os vínculos entre a fábrica estadunidense da Bayer e a sede da Bayer alemã -, mas a escassez de fenol ameaçava reduzir a produção de aspirina a um gotejamento, e as importações através do Oceano Atlântico foram bloqueadas pela Marinha Real Britânica. :97–110

## Grande Conspiração do Fenol

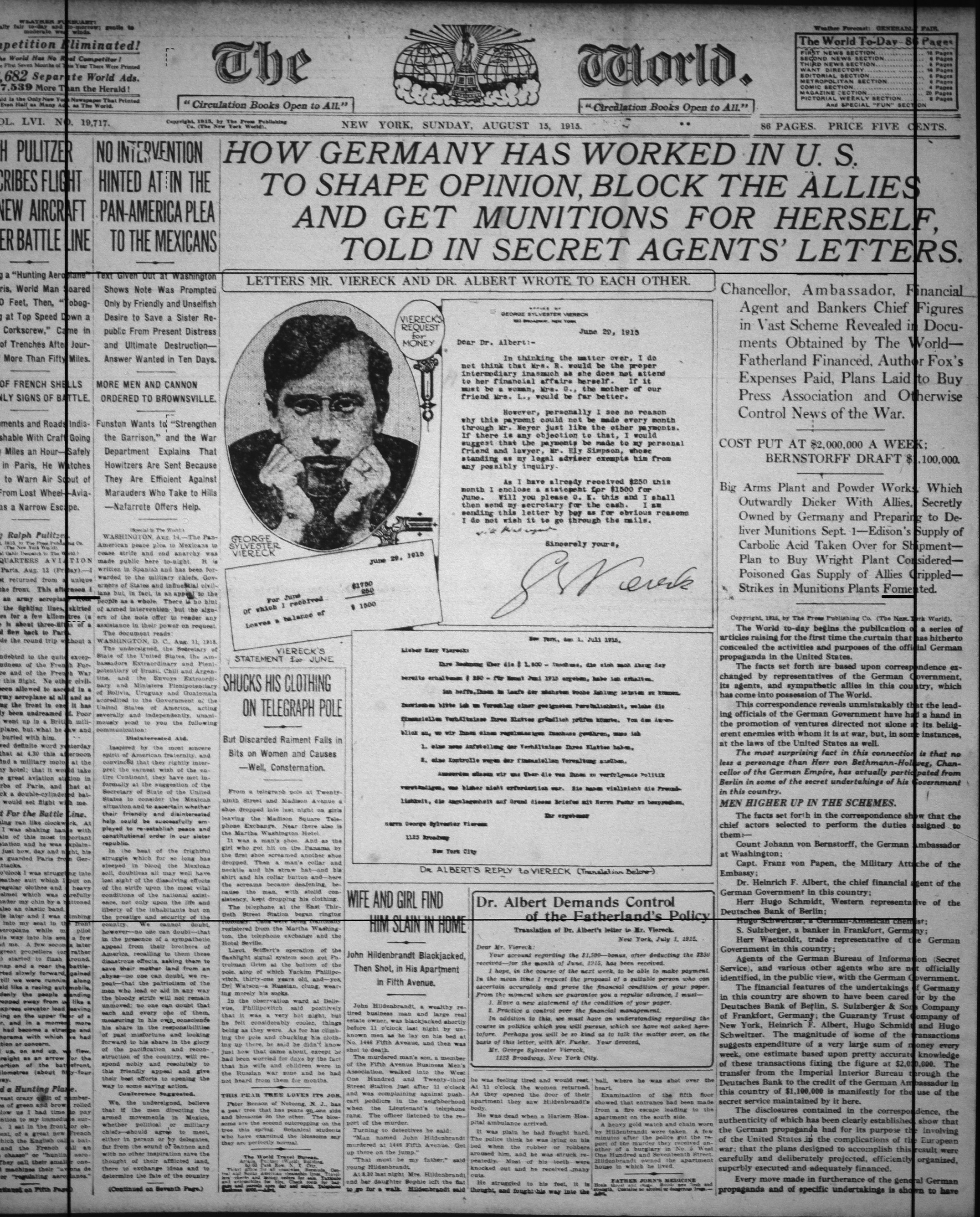
A edição de 15 de agosto de 1915 do New York World deu a notícia da Grande Conspiração do Fenol e outras atividades clandestinas pró-alemãs organizadas por Johann Heinrich von Bernstorff e Heinrich Albert.

Para garantir o fenol para a produção de aspirina e, ao mesmo tempo, ajudar indiretamente o esforço de guerra alemão, agentes alemães nos Estados Unidos orquestraram o que ficou conhecido como Grande Conspiração do Fenol. Em 1915 o preço do fenol subiu a tal ponto que a fábrica de aspirina da Bayer foi forçada a cortar drasticamente a produção. Isso foi especialmente problemático porque a Bayer estava instituindo uma nova estratégia de marca em preparação para o vencimento da patente da aspirina nos Estados Unidos. Thomas Edison, que precisava de fenol para fabricar discos fonográficos, também enfrentava problemas de abastecimento; em resposta, ele criou uma fábrica de fenol capaz de bombear doze toneladas por dia. O excesso de fenol de Edison parecia destinado à produção do ácido pícrico. :39–41 :109–113
Embora os Estados Unidos tenham permanecido oficialmente neutros até abril de 1917, estavam cada vez mais dando apoio aos Aliados por meio do comércio. Para combater isso, o embaixador alemão Johann Heinrich von Bernstorff e o funcionário do Ministério do Interior Heinrich Albert foram encarregados de minar a indústria estadunidense e manter o apoio público à Alemanha. Um de seus agentes era um ex-funcionário da Bayer, Hugo Schweitzer. :38–39 Schweitzer fechou um contrato para uma empresa de fachada chamada Chemical Exchange Association para comprar todo o excesso de fenol de Edison. Muito do fenol iria para a subsidiária estadunidense da Chemische Fabrik von Heyden, de propriedade alemã; Heyden era o fornecedor do ácido salicílico da Bayer para a fabricação de aspirina. Em julho de 1915 as fábricas de Edison vendiam cerca de três toneladas de fenol por dia para Schweitzer; a produção de ácido salicílico de Heyden logo voltou ao normal e, por sua vez, a fábrica de aspirina da Bayer também estava funcionando. :40–41
A conspiração durou apenas alguns meses. Em 24 de julho de 1915 uma pasta de Heinrich Albert, contendo detalhes sobre a trama do fenol, foi recuperada por um agente do United States Secret Service. Embora as atividades não fossem ilegais - já que os Estados Unidos ainda eram oficialmente neutros e ainda negociavam com a Alemanha - os documentos logo vazaram para o New York World, um jornal anti-alemão. O World publicou uma exposição em 15 de agosto de 1915. :41–42 A pressão pública logo forçou Schweitzer e Edison a encerrar o negócio do fenol - com o envergonhado Edison posteriormente enviando seu excesso de fenol para os militares dos Estados Unidos - mas nessa época o negócio havia rendido aos conspiradores mais de dois milhões de dólares e já havia fenol suficiente para manter a fábrica de aspirina da Bayer funcionando. A reputação da Bayer sofreu um grande golpe, no entanto, quando a empresa se preparava para lançar uma campanha publicitária para garantir a conexão entre a aspirina e a marca Bayer. :113–114

## A Bayer perde participações estrangeiras
A partir de 1915 a Bayer criou uma série de empresas de fachada e subsidiárias nos Estados Unidos, para se proteger contra a possibilidade de perder o controle de seus ativos locais, se os Estados Unidos entrassem na guerra e para permitir que a Bayer entre em outros mercados (por exemplo, uniformes do exército). Depois que os Estados Unidos declararam guerra à Alemanha em abril de 1917, o guardião de propriedade estrangeira A. Mitchell Palmer começou a investigar empresas de propriedade alemã e logo voltou sua atenção para a Bayer. Para evitar ter de entregar todos os lucros e ativos ao governo, a administração da Bayer transferiu as ações para uma nova empresa, nominalmente de propriedade de estadunidenses, mas controlada pelos líderes germano-estadunidenses da Bayer. Palmer, no entanto, logo descobriu esse esquema e confiscou todas as propriedades estadunidenses da Bayer. Depois que o Trading with the Enemy Act foi alterado para permitir a venda dessas participações, o governo leiloou a fábrica de Rensselaer e todas as patentes e marcas comerciais da Bayer nos Estados Unidos, incluindo até a marca Bayer e o logotipo cruzado da Bayer. Foi comprado por uma empresa de medicamentos patenteados, Sterling Drug. :42–49 Os direitos sobre a aspirina da Bayer e os direitos sobre o nome e as marcas registradas da Bayer foram vendidos de volta para a Bayer AG em 1994 por US$ 1 bilhão.

## Anos entre guerras

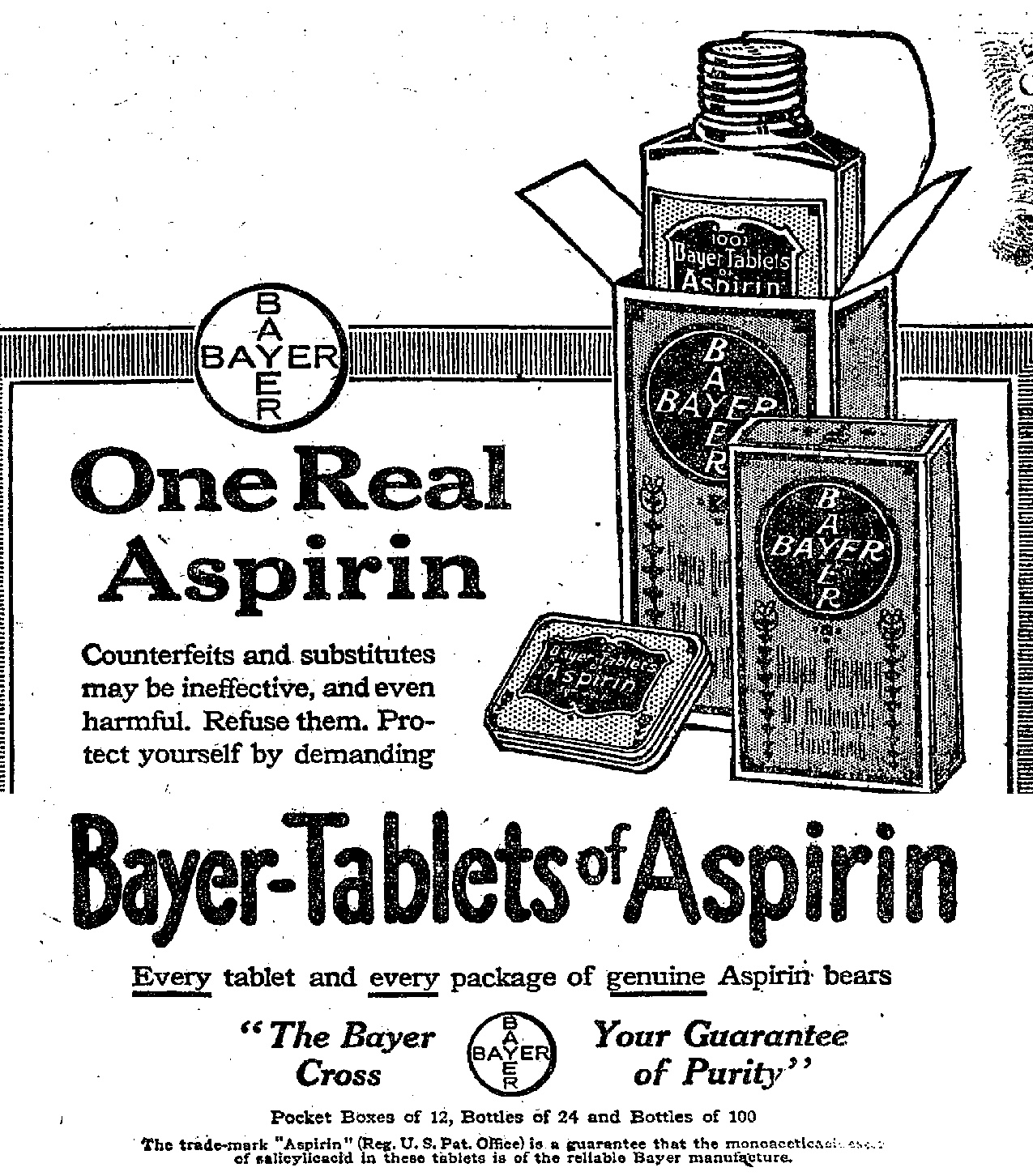
A Bayer começou a anunciar diretamente aos consumidores dos Estados Unidos pouco antes do vencimento da patente da aspirina. Este anúncio, do The New York Times, 19 de fevereiro de 1917, enfatiza a Bayer como a "One Real Aspirin" (aspirina real) em antecipação à concorrência legal no mercado estadunidense.

Com a chegada da mortal pandemia de gripe espanhola de 1918, a aspirina - seja qual for o nome - garantiu a reputação de uma das drogas mais poderosas e eficazes na farmacopeia da época. Suas propriedades de redução da febre deram a muitos pacientes doentes força suficiente para lutar contra a infecção, e grandes e pequenas empresas de aspirina conquistaram a lealdade dos médicos e do público - quando podiam fabricar ou comprar aspirina suficiente para atender à demanda. Apesar disso, algumas pessoas acreditavam que os alemães colocaram o vírus da gripe espanhola na aspirina da Bayer, causando a pandemia como uma tática de guerra. :136–142

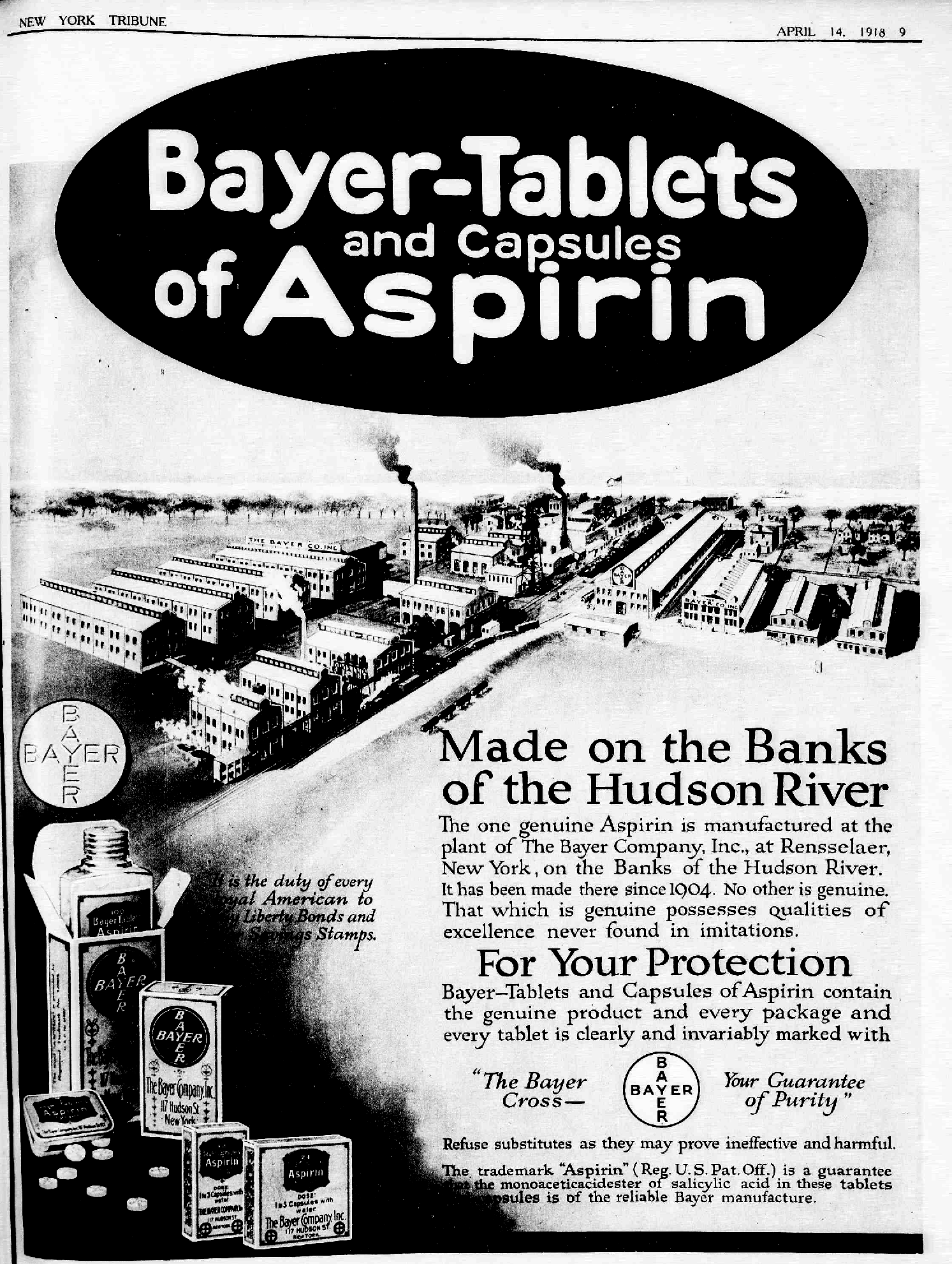
Anúncio de jornal da aspirina da Bayer de abril de 1918. A patente da aspirina havia expirado, a Bayer ainda tinha controle sobre a marca registrada da aspirina, vista na parte inferior do anúncio, e um slogan "patriótico" para comprar títulos de guerra. Mostra também a fábrica no estado de Nova Iorque

A patente U.S. ASA expirou em 1917, mas Sterling possuía a marca registrada da aspirina, que era o único termo comumente usado para o medicamento. Em 1920 a United Drug Company desafiou a marca registrada da aspirina, que se tornou oficialmente genérica para venda ao público nos Estados Unidos (embora tenha permanecido registrada quando vendida para atacadistas e farmacêuticos). Com a demanda crescendo rapidamente na esteira da gripe espanhola, logo havia centenas de marcas de "aspirina" à venda nos Estados Unidos. :151–152
A Sterling Products, equipada com toda a propriedade intelectual da Bayer nos Estados Unidos, tentou tirar proveito de sua nova marca o mais rápido possível, antes que os ASAs genéricos assumissem o controle. No entanto, sem a experiência alemã para administrar a fábrica de Rensselaer para produzir aspirina e os outros produtos farmacêuticos da Bayer, eles tinham apenas um suprimento finito de aspirina e enfrentavam a concorrência de outras empresas. O presidente da Sterling, William E. Weiss, tinha ambições de vender aspirina da Bayer não apenas nos Estados Unidos, mas também de competir com a Bayer alemã no exterior. Aproveitando as perdas que a Farbenfabriken Bayer (a empresa alemã Bayer) sofreu por meio das disposições de reparação do Tratado de Versalhes, Weiss fechou um acordo com Carl Duisberg para dividir os lucros nas Américas, Austrália, África do Sul e Grã-Bretanha para a maioria dos medicamentos da Bayer, em troca de assistência técnica na fabricação de medicamentos. :144–150
A Sterling também assumiu os ativos canadenses da Bayer, bem como a propriedade da marca Aspirina, que ainda é válida no Canadá e na maior parte do mundo. A Bayer comprou a Sterling Winthrop em 1994, restaurando a propriedade do nome Bayer e da marca registrada Bayer nos Estados Unidos e Canadá, bem como a propriedade da marca aspirina no Canadá.

### Diversificação de mercado

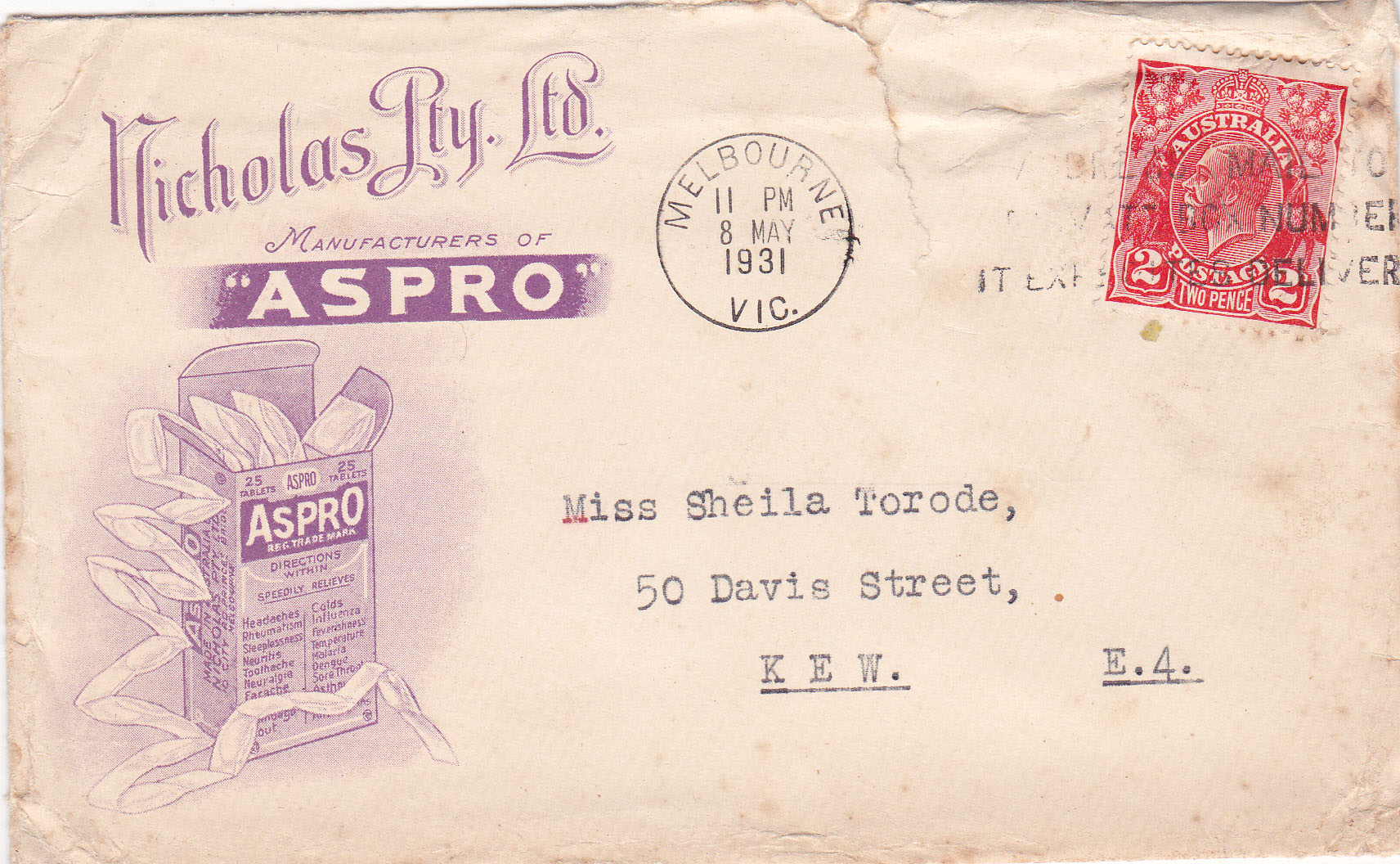
Pacote de aspro, 1931

Entre a Primeira e a Segunda Guerra Mundial muitas novas marcas de aspirina e produtos à base de aspirina entraram no mercado. A empresa australiana Nicholas Proprietary Limited, por meio das agressivas estratégias de marketing de George Davies, transformou a aspro em uma marca global, com força particular na 
Austrália, Nova Zelândia e Reino Unido. :153–161 Marcas dos Estados Unidos como Burton's Aspirin, Molloy's Aspirin, Cal-Aspirin e St. Joseph Aspirin tentaram competir com a americana Bayer, enquanto novos produtos como Cafaspirin (aspirina com cafeína) e Alka-Seltzer (uma mistura solúvel de aspirina e bicarbonato de sódio) dão novos usos à aspirina. :161–162 Em 1925 a alemã Bayer tornou-se parte da IG Farben, um conglomerado de antigas empresas de tingimento; as marcas de aspirina da IG Farben e, na América Latina, a Cafiaspirina com cafeína (co-administrada com Sterling Products) competiam com aspirinas mais baratas, como por exemplo Geniol. :78,90

## Competição de novas drogas
Após a Segunda Guerra Mundial, com o conglomerado IG Farben desmantelado por causa de seu papel central no regime nazista, a Sterling Products comprou metade da Bayer Ltd, a subsidiária britânica da Bayer - a outra metade da qual já possuía. No entanto, a Bayer Aspirin representava apenas uma pequena fração do mercado britânico de aspirina, devido à concorrência da Aspro, Disprin (um medicamento solúvel de aspirina) e outras marcas. A Bayer Ltd começou a procurar novos analgésicos para competir com mais eficácia. Depois de vários medicamentos compostos de sucesso moderado que utilizavam principalmente aspirina (Anadin e Excedrin), Laurie Spalton, gerente da Bayer Ltd, ordenou uma investigação de uma substância que os cientistas de Yale descobriram, em 1946, ser o derivado metabolicamente ativo da acetanilida: o acetaminofeno (paracetamol). Após ensaios clínicos, a Bayer Ltd trouxe o acetaminofeno ao mercado como Panadol em 1956. :205–207
No entanto, a Sterling Products não comercializava Panadol nos Estados Unidos ou em outros países onde a Aspirina Bayer ainda dominava o mercado de aspirina. Outras firmas começaram a vender acetaminofeno, mais significativamente o McNeil Laboratories com o Tylenol líquido em 1955, e comprimidos de Tylenol em 1958. Em 1967 o Tylenol estava disponível sem receita. Por não causar irritação gástrica, o acetaminofeno rapidamente deslocou grande parte das vendas de aspirina. Outro analgésico anti-inflamatório foi introduzido em 1962: ibuprofeno (vendido como Brufen no Reino Unido e Motrinnos Estados Unidos). Na década de 1970 a aspirina tinha uma parcela relativamente pequena do mercado de analgésicos e, na década de 1980, as vendas diminuíram ainda mais quando o ibuprofeno foi disponibilizado sem receita médica. :212–217
Também no início da década de 1980 vários estudos sugeriram uma ligação entre o consumo de aspirina pelas crianças e a síndrome de Reye, uma doença potencialmente fatal. Em 1986 a Food and Drug Administration dos Estados Unidos exigiu rótulos de advertência em todas as aspirinas, suprimindo ainda mais as vendas. Os fabricantes de Tylenol também entraram com um processo contra a fabricante de aspirina Anacin American Home Products, alegando que a não inclusão de rótulos de advertência antes de 1986 reteve injustamente as vendas de Tylenol, embora este processo tenha sido rejeitado. :228–229

## Investigando como a aspirina funciona
O mecanismo das propriedades analgésicas, anti-inflamatórias e antipiréticas da aspirina era desconhecido durante o apogeu da droga no início a meados do século XX; a explicação de Heinrich Dreser, amplamente aceita desde que a droga foi lançada no mercado, era que a aspirina aliviava a dor agindo no sistema nervoso central. Em 1958 Harry Collier, bioquímico do laboratório londrino da empresa farmacêutica Parke-Davis, começou a investigar a relação entre as quininas e os efeitos da aspirina. Em testes em cobaias, Collier descobriu que a aspirina, se administrada antes, inibia os efeitos de bronco-constrição da bradicinina. Descobriu que o corte do nervo vago das cobaias não afetava a ação da bradicinina ou o efeito inibitório da aspirina - evidência de que a aspirina atuava localmente para combater a dor e a inflamação, em vez de no sistema nervoso central. Em 1963 Collier começou a trabalhar com a estudante de graduação em farmacologia da Universidade de Londres Priscilla Piper, para determinar o mecanismo preciso dos efeitos da aspirina. No entanto, era difícil determinar com precisão os acontecimentos bioquímicos em animais de pesquisa vivos, e os testes in vitro em tecidos animais removidos não se comportaram como os testes in vivo. :223–226
Após cinco anos de colaboração, Collier conseguiu que Piper trabalhasse com o farmacologista [John Vane]] no Royal College of Surgeons of England, a fim de aprender os novos métodos de bioensaio de Vane , que pareciam ser uma possível solução para as falhas dos testes in vitro. Vane e Piper testaram a cascata bioquímica associada ao choque anafilático (em extratos de pulmões de porquinhos-da-índia, aplicados a tecidos de aortas de coelhos). Descobriram que a aspirina inibia a liberação de uma substância química não identificada gerada pelos pulmões das cobaias, uma substância química que fazia o tecido dos coelhos contraírem-se. Em 1971 Vane identificou a substância química (que eles chamaram de "substância contrainte da aorta de coelhos", ou RCS ("rabbit-aorta contracting substance")) como uma prostaglandina. Em um artigo de 23 de junho de 1971 na revista Nature , Vane e Piper sugeriram que a aspirina e drogas semelhantes (os anti-inflamatórios não esteroides) funcionavam bloqueando a produção de prostaglandinas. Pesquisas posteriores mostraram que os anti-inflamatórios não esteroides, como a aspirina, atuavam inibindo a ciclo-oxigenase, a enzima responsável pela conversão do ácido araquidônico em prostaglandina. :226–231

## Ressurgindo como medicamento cardíaco
Os efeitos da aspirina na coagulação sanguínea (como antiagregante plaquetar) foram observados pela primeira vez em 1950 por Lawrence Craven. Craven, médico de família na Califórnia, orientava pacientes de amigdalectomia a mascarem aspergum, uma goma de mascar com aspirina. Descobriu que um número incomum de pacientes teve que ser hospitalizado por sangramento grave e que esses pacientes estavam usando grandes quantidades de Aspergum. Craven começou a recomendar aspirina diária a todos os seus pacientes e afirmou que os pacientes que seguissem o regime de aspirina (cerca de 8.000 pessoas) não teriam sinais de trombose. No entanto, os estudos de Craven não foram levados a sério pela comunidade médica, porque ele não tinha feito um placebo - estudo controlado e tinha publicado apenas em revistas obscuras. :237–239
A ideia de usar aspirina para prevenir doenças de coagulação (como ataques cardíacos e derrames) foi revivida na década de 1960, quando o pesquisador médico Harvey Weiss descobriu que a aspirina tinha um efeito anti-adesivo nas plaquetas sanguíneas (e ao contrário de outros medicamentos antiplaquetários em potencial, a aspirina apresentava baixa toxicidade). O hematologista do Conselho de Pesquisa Médica John O'Brien percebeu a descoberta de Weiss e, em 1963, começou a trabalhar com o epidemiologista Peter Elwood no potencial da aspirina para drogas anti-trombose. Elwood iniciou um teste em larga escala com aspirina como medicamento preventivo para ataques cardíacos. O Nicholas Laboratories concordou em fornecer comprimidos de aspirina, e Elwood alistou sobreviventes de ataque cardíaco em um estudo duplo-cego - sobreviventes de ataque cardíaco eram estatisticamente mais propensos a sofrer um segundo ataque, reduzindo muito o número de pacientes necessários para detectar com segurança se a aspirina tinha efeito sobre os ataques cardíacos. O estudo começou em fevereiro de 1971, embora os pesquisadores logo tivessem de interromper o mesmo quando investigações do epidemiologista estadunidense Hershel Jick sugeriram que a aspirina evitava ataques cardíacos, apontando porém que os ataques cardíacos eram mais mortais. Jick descobriu que menos usuários de aspirina eram admitidos em seu hospital por ataques cardíacos do que aqueles que não a usavam, e uma possível explicação era que a aspirina fazia com que os pacientes de ataque cardíaco morressem antes de chegar ao hospital; os resultados iniciais de Elwood descartaram essa explicação. Quando os experimentos de Elwood terminaram em 1973, mostraram uma redução modesta, mas não estatisticamente significativa, de ataques cardíacos entre o grupo que tomava aspirina. :239–246
Vários estudos subsequentes colocaram a eficácia da aspirina como medicamento para o coração em bases mais firmes, mas as evidências não foram incontestáveis. No entanto, em meados da década de 1980, com a técnica relativamente nova de meta-análise, o estatístico Richard Peto convenceu o Food and Drug Administration (FDA) e grande parte da comunidade médica de que os estudos com aspirina, em conjunto, mostraram a eficácia da aspirina com relativa certeza. :247–257 No final da década de 1980 a aspirina era amplamente usada como medicamento preventivo para ataques cardíacos e havia recuperado sua posição anterior como o analgésico mais vendido nos Estados Unidos. :267–269
Em 2018 três grandes experimentos clínicos lançaram dúvidas sobre essa sabedoria convencional, encontrando poucos benefícios e riscos de sangramento consistentes associados ao uso diário de aspirina. Juntos, os resultados levaram a American Heart Association e o American College of Cardiology a mudar as diretrizes de prática clínica no início de 2019, recomendando contra o uso rotineiro de aspirina em pessoas com mais de 70 anos ou pessoas com risco aumentado de sangramento sem doença cardiovascular.